# Dia internacional de conscienciació sobre la pèrdua i el malbaratament d'aliments
El dia internacional de conscienciació sobre la pèrdua i el malbaratament d'aliments és una jornada internacional promoguda per les Nacions Unides que se celebra el 29 de setembre des de l'any 2019. És en aquest any quan l'ONU, en assemblea general, aprovà la resolució 74/209, que instaura aquesta jornada.
Aquesta diada sorgeix arran de l'evidenciació de l'augment progressiu del nombre de persones que passen fam. Alhora, en trobem en un context en el que, diàriament, es tiren o desaprofiten tones d'aliments. Segons estimacions de l'Organització de les Nacions Unides per a l'agrigultura i l'alimentació, altrament coneguda com FAO, un 14% dels aliments produïts mundialment no són mai consumits.
Amb aquest dia internacional es cerca una major conscienciació global al voltant de les situacions en què es produeixen les pèrdues d'aliments en la cadena de producció. De la mateixa manera, es pretén també donar a conèixer els casos de malbaratament alimentari domèstic.